# Antanas Kvedaras
Antanas Kvedaras (* 3. Oktober 1887 in Žiuriai, Wolost Žagarė bei Joniškis; † 12. April 1967 in Kaunas) war ein litauischer Forstbeamter, sowjetlitauischer Forstwissenschaftler und Politiker.

## Leben
1923 absolvierte Kvedaras die Agrarschule Dotnuva und arbeitete danach als Förster in Panemunė und von 1924 bis 1940 beim Miškų departamentas. Von 1940 bis 1941 leitete er als Direktor die nationale Behörde „Forstdepartment“ (Miškų departamentas). Beim Ausbruch des Zweiten Weltkrieges lebte er in Russland. Von 1944 bis 1946 war er Volkskommissar der  Forstindustrie Litauens. Von 1946 bis 1947 war er stellvertretender Minister der Forstindustrie und von 1947 bis 1950 sowjetlitauischer Minister für Forstwirtschaft. Von 1950 bis 1961 leitete er das Lietuvos miškų ūkio institutas als Direktor und von 1950 bis 1961 die Naturschutzkommission der Lietuvos mokslų akademija.
Nach ihm wurde 1967 das Forsttechnikum Kaunas  benannt.